# Natalia Bekker (Schiff)
Die ehemalige Natalia Bekker ist ein Windpark-Tender in SWATH-Bauweise.

## Geschichte
Das Schiff wurde unter der Baunummer 6476 auf der Werft Abeking & Rasmussen gebaut. Die Kiellegung fand am 3. September 2008, der Stapellauf am 5. November 2009 statt. Die Fertigstellung des Schiffes erfolgte am 7. April 2010. Im gleichen Monat wurde es auch getauft. Als Baukosten für die Natalia Bekker wurden zwölf Millionen Euro angegeben. Das Schiff gehörte der Bard Schiffsbetriebs GmbH & Co. Natalie KG und wurde von der Ems Maritime Offshore GmbH, einer Tochtergesellschaft der AG Ems, bereedert.
Benannt war das Schiff nach der ehemaligen Geschäftsführerin der BARD Holding und Tochter von deren Gründer Arngolt Bekker, die 2009 im Alter von nur 32 Jahren verstorben war.
2016 wurde das Schiff verkauft und anschließend als Windea Five von Windea Offshore eingesetzt. 2021 kaufte das kanadische Unternehmen Leeway Yachts das Schiff. Neuer Name wurde Novus.

## Technik
Der Antrieb des Schiffes erfolgt dieselelektrisch. Als Hauptmaschinen befinden sich zwei Zehnzylinder-Viertaktmotoren des Herstellers MTU Friedrichshafen (MTU 10V2000) mit einer Leistung von jeweils 900 kW an Bord, die zwei Elektromotoren des Herstellers Franz Wölfer Elektromaschinenfabrik Osnabrück (WÖLFER MODRF 355-4bb) mit einer Leistung von jeweils 710 kW versorgen.

## Einsatz
Mit dem Spezialschiff, das im Offshore-Windpark BARD Offshore 1 der Bard Holding für Service- und Transportaufgaben eingesetzt wurde, wurde bis zu zwölf Servicetechniker transportiert, die für ihre Einsätze rund um die Uhr im Windpark bleiben. Auf dem Schiff wurden die notwendigen Werkzeuge und ein umfangreiches Ersatzteillager für Service- und Reparaturarbeiten vorgehalten. 